# Temperaturfeld

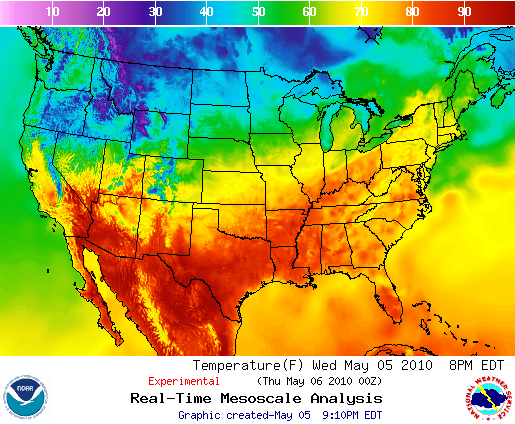
Darstellung der Temperaturverteilung in den USA (Temperatur in Grad Fahrenheit)

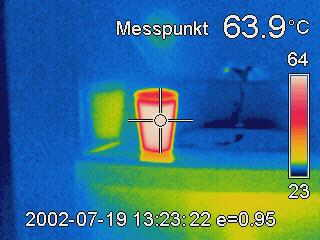
Darstellung der Temperaturverteilung einer Tasse Kaffee in einem Kaffeeautomat

Ein Temperaturfeld ist eine skalarwertige Funktion mit einem Wertebereich von 0 bis unendlich (bei Angabe der Temperatur in Kelvin, von etwa −273 bis unendlich bei Angabe in Grad Celsius), die auf dem gesamten dreidimensionalen Raum bzw. Teilmengen von ihm definiert ist. Ein Temperaturfeld ordnet jedem Raumpunkt seines Definitionsbereiches eine Temperatur zu. Der Definitionsbereich eines Temperaturfeldes hat dabei in der Regel einen Bezug zur Realität. So kann ein Temperaturfeld zum Beispiel die Temperaturverteilung innerhalb eines Gegenstandes oder die Außentemperatur in einem Land wiedergeben.

## Beispiele und Darstellung
Temperaturfelder werden der Übersicht halber häufig als Falschfarbenbilder dargestellt. Dabei steht eine bestimmte Farbe jeweils für eine bestimmte Temperatur (manchmal auch für einen größeren Temperaturbereich). Farben, die der menschliche Geist als warm wahrnimmt, wie rot und gelb, stehen häufig für höhere Temperaturen, kältere Farben wie blau und grün hingegen für niedrige Temperaturen. Gebräuchlich sind auch einfarbige Darstellungen, bei denen die Farbintensität eine Temperatur bzw. einen Temperaturbereich repräsentiert. Genutzt werden solche Bilder zum Beispiel beim Hausbau. Am Wärmeabbild eines Hauses lässt sich erkennen, an welchen Stellen besonders viel Wärme verloren geht und wo zusätzliche Wärmedämmung angebracht ist. Besonders bekannt ist die Darstellung von Temperaturfeldern in Wetterberichten in Form von Temperatur-Übersichtskarten.